# Dynamics Explorer

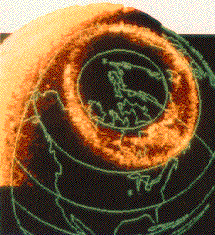
Imagem de uma aurora obtida pela missão.

Dynamics Explorer foi uma missão estadunidense de pesquisa atmosférica. A NASA lançou dois satélites ao espaço, DE-1 e DE-2, cujo objetivo é pesquisar as interações entre plasmas na magnetosfera. Os dois satélites foram lançados em 03 de agosto de 1981.

## Ligações Externas
http://www.daviddarling.info/encyclopedia/D/DE.html